# Junonia zelima
Junonia zelima är en fjärilsart som beskrevs av Fabricius 1775. Junonia zelima ingår i släktet Junonia och familjen praktfjärilar. Inga underarter finns listade i Catalogue of Life.